# Eurre
Eurre je francouzská obec v departementu Drôme v regionu Auvergne-Rhône-Alpes. V roce 2011 zde žilo 1 126 obyvatel.

## Sousední obce
Allex, Crest, Divajeu, Grane, Chabrillan, Upie, Vaunaveys-la-Rochette

## Vývoj počtu obyvatel
Počet obyvatel 